# 사랑의 열쇠
《사랑의 열쇠》는 1998년 1월 29일에 MBC에서 설날 특집으로 방영되었던 드라마로, 10여년 만에 출소한 금고털이범 아버지로 인한 가족간의 갈등과 화해의 이야기를 전한다.

## 줄거리
10여년 만에 출소한 금고털이범 아버지 정도의 등장으로 아들 봉수와 며느리는 놀란다. 시아버지가 죽은 줄로만 알고있던 며느리와 손자 현우 앞에 나타난 정도는 함께 살게 된다. 아버지가 감옥에 잡혀가고 경찰이 되기로 결심한 봉수는, 이웃 경찰서장의 집에 절도 사건을 일으킨 범인을 아버지로 오해한다. 아버지가 범인이 아님이 밝혀지자 한없이 미안해진다. 아버지가 감옥에 있을 때 어머니가 돌아가시며 남긴 유품 상자를 꺼내보는 가족들은 편지 한 장에 실망감을 느낀다. 하지만 정도는 아내의 편지를 읽고 그동안의 삶을 반성하고 자신의 힘으로 돈을 벌고 싶다며 취직을 하겠다고 결심한다.

## 출연진
- 오지명 - 정도 역. 금고털이범 아버지로 10년만에 출소
- 김정균 - 봉수 역. 정도의 아들
- 오지혜 - 정도의 며느리
- 곽정욱 - 현우 역. 정도의 손자
- 이도경
- 김동수
- 김하균
- 권혁풍
- 성인자